# Parinya Utapao
Parinya Utapao (tiếng Thái: ปริญญา อู่ตะเภา, sinh ngày 30 tháng 1 năm 1988), còn được biết với tên đơn giản Pin (tiếng Thái: ปิ่น), là một cầu thủ bóng đá người Thái Lan thi đấu ở vị trí hậu vệ phải cho câu lạc bộ tại Thai League T2 Chainat Hornbill.

## Danh hiệu

### Câu lạc bộ
Nakhon Ratchasima
- Thai Division 1 League
  -  Vô địch (1): 2014